# 430 до н. е.

## Події
- консули Риму Луцій Папірій Красс (вдруге) та Луцій Юлій Юл
- між Римом та еквами укладено перемир'я на 8 років
- 87 олімпіада, рік 4
- у Афінах, що з початку Пелопоннеської війни переховували сільське населення Аттики, спалахнула перша (факт якої був науково доведений) епідемія черевного тифу, загинуло близько чверті населення Афін (біля 30000 осіб);
- військові дії безпосередньо у Греції призупинено через острах епідемії
- афіняни, внаслідок тривалої облоги, захопили Потідеї

## Померли
- Луцій Квінкцій Цинціннат